# Калајџић
Калајџић је српско-хрватско презиме, настало од занимања калајџија. Познати људи са овим презименом су:
- Авдо Калајџић (1959), бивши босански професионални фудбалер
- Мухамед Бекир Калајџић (1892–1963), босански писац, књижар и издавач
- Радивоје Калајџић (1991), босанско-амерички професионални боксер
- Саша Калајџић (1997), аустријски професионални фудбалер
- Жељко Калајџић (1978), српски професионални фудбалски тренер и бивши играч